# Kościuszko pod Racławicami (dramat)

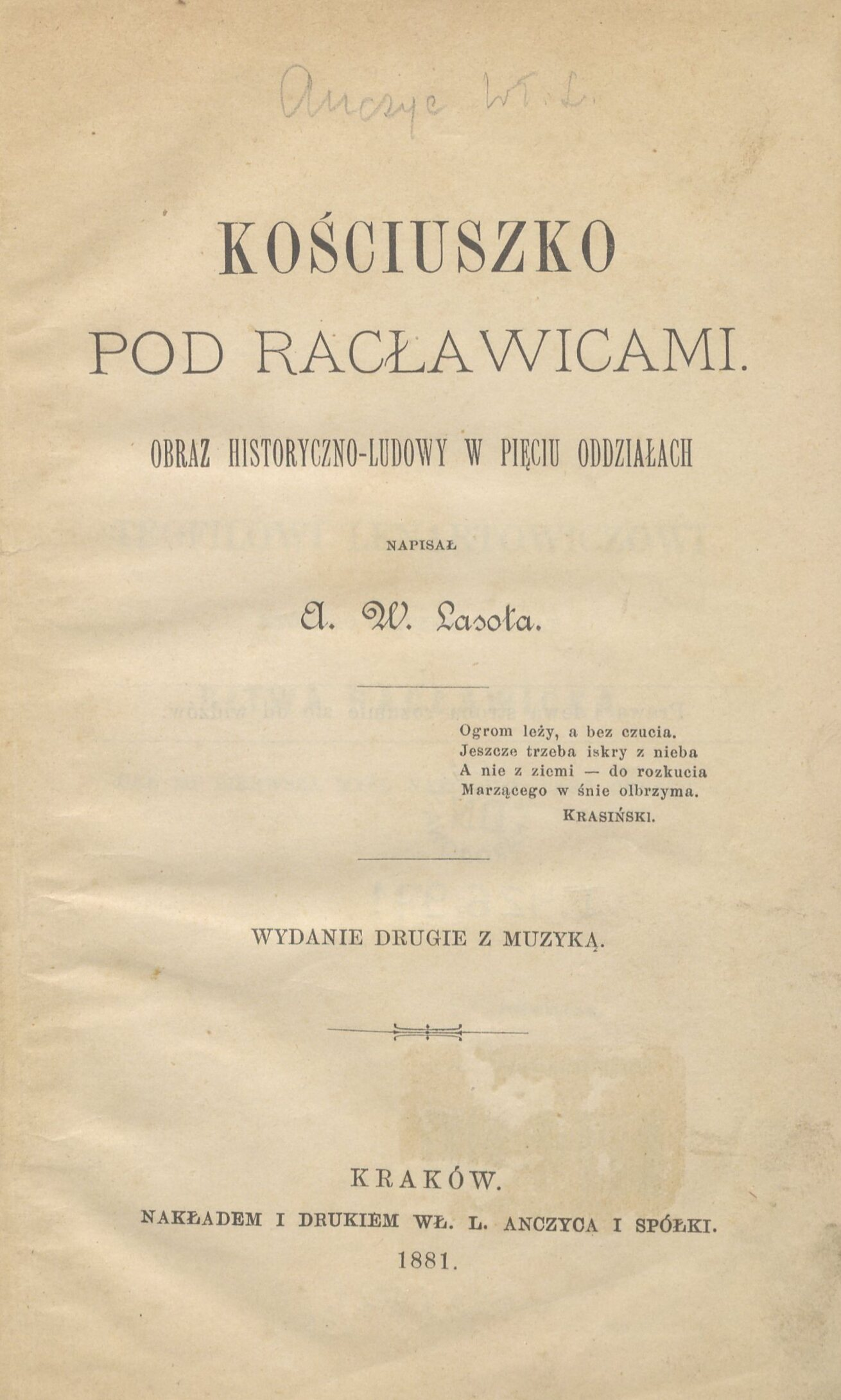
Kościuszko pod Racławicami (1881)

Kościuszko pod Racławicami – dramat Władysława Ludwika Anczyca napisany w 1870. Prapremiera odbyła się w Krakowie 26 grudnia 1880.

## Treść
Akcja utworu osadzona jest w czasie bitwy pod Racławicami. Zamierzeniem autora było ukazanie wydarzeń historycznych w sposób sprzeczny z oceną krakowskiej szkoły historycznej.

## Inspiracje
Podczas pracy nad utworem autor korzystał z pamiętników Filipa Nereusza Lichockiego oraz opowiadania Józefa Szujskiego pt. Ostatnia nobilitacja. Władysław Ludwik Anczyc deklarował, że do napisania tego utworu zainspirował go poemat Bitwa racławicka Teofila Lenartowicza.

## Ekranizacja
W 1913 r. powstał film pt. Kościuszko pod Racławicami w reżyserii Orlanda.